# William Vail
William Vail (San Antonio, 30 de novembro de 1950), também conhecido como Bill Vail, é um ator, decorador de cenários e diretor de arte norte-americano. Notabilizou-se por interpretar o papel de Kirk em The Texas Chain Saw Massacre (1974).

## Primeiros anos e família
O artista nasceu em San Antonio, no Texas. Ele relatou que seu pai foi ferido na Guerra da Coreia e transferido para essa cidade texana para se recuperar. Sua mãe grávida, que estava morando no Japão na época, viajou para San Antonio para ficar ao lado do marido e deu à luz Vail poucos dias depois. Por seu pai ter estado no Exército e posteriormente no corpo diplomático, Vail cresceu morando com a família na América Central, América do Sul, Alemanha e em todos os Estados Unidos. Estudou teatro na Universidade do Texas em Austin por alguns semestres antes de iniciar sua carreira no cinema independente. É casado e tem vários filhos.

## Carreira
Conseguiu seu primeiro trabalho cinematográfico no início da década de 1970 em No Chance, um curta-metragem promovido pelo Departamento de Segurança Pública do Texas. Em 1974, ele apareceu em The Texas Chain Saw Massacre, longa-metragem de terror independente dirigido por Tobe Hooper. Vail desempenhou o papel de Kirk, personagem que ficou marcado como a primeira vítima de Leatherface, interpretado por Gunnar Hansen. Sobre a filmagem da cena de morte de seu personagem, Vail relembrou:
[Gunnar] me bateu com muita força. Foi com um martelo de espuma de borracha, mas o golpe foi tão forte que rompeu todos os vasos sanguíneos e um dos meus olhos. Eu simplesmente caí no chão e o diretor e todos vieram correndo. Eles tinham certeza de que eu estava morto.
Ele teve pequenos papéis nos filmes de terror Poltergeist (1982, também dirigido por Hooper) e Mausoleum (1983), no qual interpretou um ghoul. Em 1988, apareceu em Glitch!, uma comédia sobre invasão domiciliar. Após mudar-se para a costa oeste americana, seguiu carreira como decorador de cenários, trabalhando do fim dos anos 1980 até 2012 em telefilmes e atrações derivadas de obras cinematográficas, incluindo três sequências de Midnight Run (1988) feitas diretamente para a televisão. Também apareceu em produções off-Broadway, comerciais, séries e documentários. Seu trabalho no ramo da decoração cenográfica rendeu-lhe duas indicações ao Emmy em 1998.

## Filmografia

### Cinema
| Ano  | Título                                       | Papel             | Notas                | Ref.  |
| ---- | -------------------------------------------- | ----------------- | -------------------- | ----- |
| 1973 | No Chance                                    | Lester Nolan      | Curta-metragem       | [ 4 ] |
| 1974 | The Texas Chain Saw Massacre                 | Kirk              |                      | [ 1 ] |
| 1982 | Poltergeist                                  | Homem da implosão |                      | [ 1 ] |
| 1983 | Mausoleum                                    | O demônio final   | Como Bill Vail       | [ 1 ] |
| 1988 | Glitch!                                      | Manobrista bravo  | Também cenógrafo     | [ 7 ] |
| 2000 | The American Nightmare                       | Ele mesmo         | Documentário         | [ 1 ] |
| 2000 | Texas Chain Saw Massacre: The Shocking Truth | Ele mesmo         | Documentário         | [ 1 ] |
| 2013 | Texas Chainsaw 3D                            | Kirk              | Filmagens de arquivo | [ 1 ] |
| 2020 | Rondo and Bob                                | Ele mesmo         | Documentário         | [ 1 ] |
| 2022 | Dinner with Leatherface                      | Ele mesmo         | Documentário         | [ 1 ] |

### Televisão

#### Decorador de cenários
| Ano     | Título                                               | Notas           | Ref.   |
| ------- | ---------------------------------------------------- | --------------- | ------ |
| 1989    | A Cry for Help: The Tracey Thurman Story             | Telefilme       | [ 7 ]  |
| 1990    | Too Young to Die?                                    | Telefilme       | [ 7 ]  |
| 1990    | Return to Green Acres                                | Telefilme       | [ 7 ]  |
| 1990    | A Quiet Little Neighborhood, a Perfect Little Murder | Telefilme       | [ 7 ]  |
| 1990    | Decoration Day                                       | Telefilme       | [ 8 ]  |
| 1991    | White Hot: The Mysterious Murder of Thelma Todd      | Telefilme       | [ 7 ]  |
| 1991    | Babe Ruth                                            | Telefilme       | [ 7 ]  |
| 1991    | Love, Lies and Murder                                | Minissérie      | [ 8 ]  |
| 1992    | Red Shoe Diaries                                     | 1 episódio      | [ 9 ]  |
| 1993    | Laurel Avenue                                        | Minissérie      | [ 7 ]  |
| 1993    | Kiss of a Killer                                     | Telefilme       | [ 8 ]  |
| 1993    | Dead Before Dawn                                     | Telefilme       | [ 7 ]  |
| 1994    | Another Midnight Run                                 | Telefilme       | [ 7 ]  |
| 1994    | Midnight Runaround                                   | Telefilme       | [ 7 ]  |
| 1994    | Midnight Run for Your Life                           | Telefilme       | [ 7 ]  |
| 1994    | The Enemy Within                                     | Telefilme       | [ 7 ]  |
| 1995    | Tecumseh: The Last Warrior                           | Telefilme       | [ 7 ]  |
| 1995    | The West Side Waltz                                  | Telefilme       | [ 7 ]  |
| 1996    | Riders of the Purple Sage                            | Telefilme       | [ 7 ]  |
| 1996    | Deadly Web                                           | Telefilme       | [ 7 ]  |
| 1996    | The Secret She Carried                               | Telefilme       | [ 7 ]  |
| 1997    | Buffalo Soldiers                                     | Telefilme       | [ 7 ]  |
| 1997-98 | Nothing Sacred                                       | Temporada única | [ 7 ]  |
| 1998-99 | Hyperion Bay                                         | Temporada única | [ 7 ]  |
| 2000    | American Tragedy                                     | Minissérie      | [ 8 ]  |
| 2001    | Gilmore Girls                                        | 5 episódios     | [ 10 ] |
| 2002    | Do Over                                              | Episódio piloto | [ 11 ] |
| 2006    | Entourage                                            | 5 episódios     | [ 12 ] |
| 2010    | Amish Grace                                          | Telefilme       | [ 7 ]  |
| 2010    | Lies in Plain Sight                                  | Telefilme       | [ 7 ]  |
| 2011    | The Craigslist Killer                                | Telefilme       | [ 7 ]  |
| 2012    | Blue Lagoon: The Awakening                           | Telefilme       | [ 7 ]  |

- Também trabalhou em produções de Steven Bochco, como L.A. Law, e na série Jason of Star Command.[3]

#### Diretor de arte
| Ano  | Título                       | Notas     | Ref.  |
| ---- | ---------------------------- | --------- | ----- |
| 1991 | Chernobyl: The Final Warning | Telefilme | [ 7 ] |

## Prêmios e indicações
| Ano  | Premiação         | Obra             | Categoria                                     | Resultado | Ref.  |
| ---- | ----------------- | ---------------- | --------------------------------------------- | --------- | ----- |
| 1998 | Emmy do Primetime | Nothing Sacred   | Melhor direção de arte em série               | Indicado  | [ 6 ] |
| 1998 | Emmy do Primetime | Buffalo Soldiers | Melhor direção de arte em minissérie ou filme | Indicado  | [ 6 ] |